# Gideons International
Ассоциация Евангельских Христиан Гедеон (также известная как «Гедеоновы братья», «Гедеон») — межцерковное содружество христиан, занимающееся распространением бесплатных экземпляров Библии более чем на 94 языках в 194 странах мира, в основном через комнаты в гостиницах и общежитиях. Для распространения Библии, организация берёт традиционный перевод той страны, в которой осуществляют миссию, и издают его многотысячными тиражами. В России «Гедеоновы братья» распространяют традиционный Синодальный перевод.
Общество было основано в 1899 году в городе Джейнсвилл, штат Висконсин, как внеконфессиональная организация, посвященная евангелизму.
Миссия гедеонов — издание и донесение Евангелия по всему миру, чтобы каждый человек имел возможность узнать Господа Иисуса Христа как своего собственного Спасителя .
Гедеоны отдают свое время и деньги, чтобы у других была возможность узнать о любви Бога, даря им доступ к Его слову.

## История

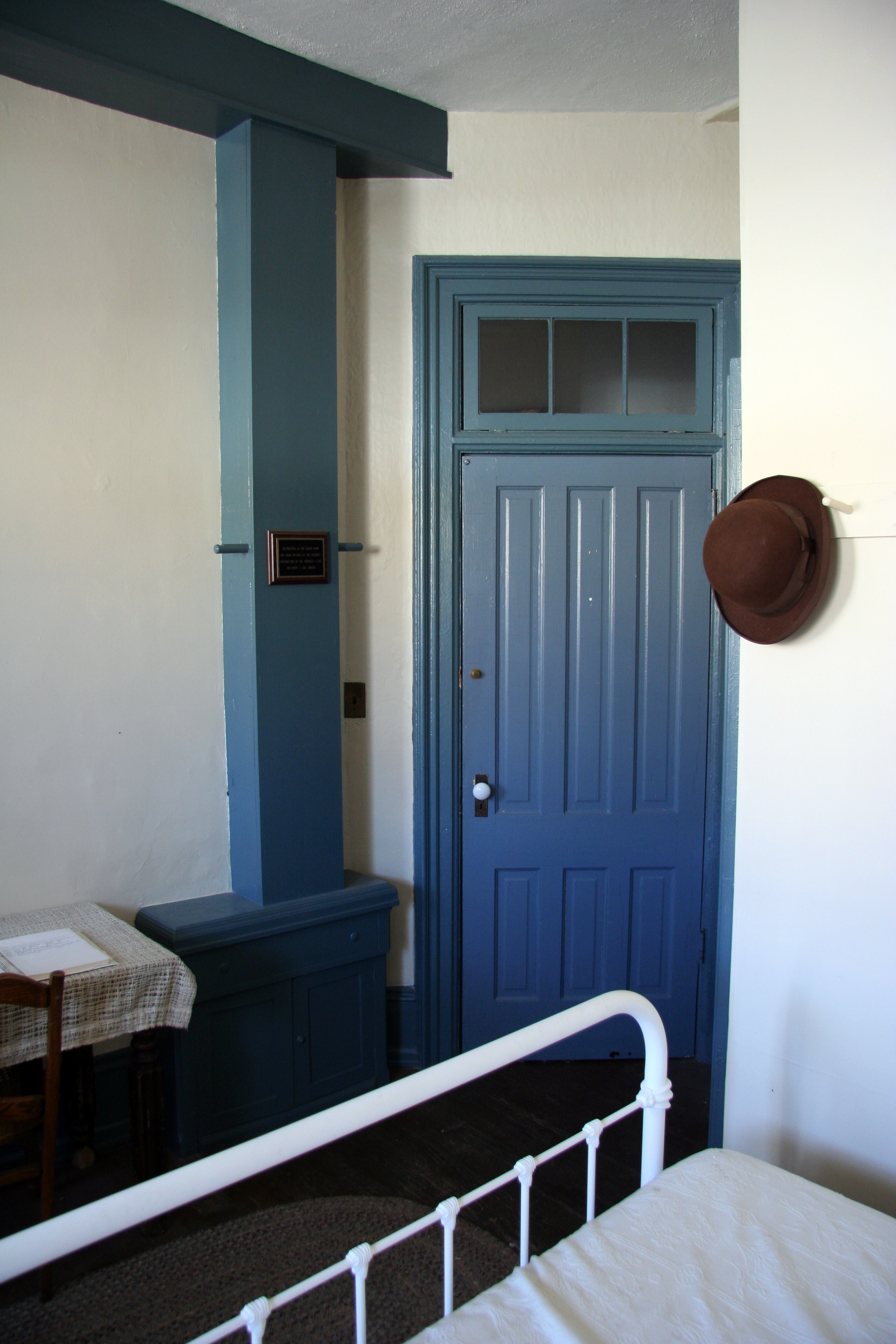
Интерьер номера Централ Хауз Отеля расположенного на Висконсин-авеню, 1005 в Боскобель, Висконсин, оставлен в том виде как это было в сентябре 1898 года, когда основатели Гедеонов встретились здесь

Служение «Гедеонов» началось осенью 1898 года, когда в одной из гостиниц г. Боскобел (штат Висконсин) в двухместном номере случайно встретились два христианина-бизнесмена, бывшие в деловой поездке в этом городе. В результате общения и совместных молитв, они приняли решение оставить Библию администратору, с условием, что тот берёт на себя обязательство одалживать её любому постояльцу, желающему ознакомиться с её содержанием.
Через год было проведено очередное собрание, на котором присутствовало уже три человека. На этом собрании были избраны президент, вице-президент и секретарь. Было решено дать название ассоциации «Гедеон». Также было принято решение оставлять в каждой гостинице у администраторов Библии, купленные на свои средства, с тем, чтобы постояльцы при желании могли их одолжить. Было отмечено, что Библии могли бы стать молчаливыми свидетелями о Боге в этих гостиницах, замещая Гедеонов в их отсутствие.
19 октября 1907 года в Чикаго состоялось заседание правления ассоциации, на котором был рассмотрен вопрос о расширении деятельности организации. Один из участников предложил, чтобы Гедеоны обеспечили Библиями все номера гостиниц в Соединённых Штатах. Этот план был принят в 1908 году на конгрессе в Луивилле (Кентукки).

### Хронология развития служения Гедеон
- 1898 — Случайная встреча двух христиан в гостинице. Первая оставленная Библия для распространения в гостинице.
- 1899 — Первое собрание членов миссии, избрание ответственных служителей.
- 1903 — Первая попытка вынесения службы «Гедеонов» за пределы США. Гедеон из Чикаго (Иллинойс) посещает Британские острова. В Шотландии некто Маккинес становится первым Гедеоном за пределами США.
- 1908 — Арчи Бейли заказал первые 25 Библий для гостиницы «Сьюпериор» в Айрон Маунтин (Монтана).
- 1916 — Впервые в США начались размещения Библий в больницах.
- 1937 — Правление одобрило размещение Библии на столе каждого учителя в каждой классной комнате США и Канады.
- 1941 — «Гедеоны» начинают распространение Нового Завета и Псалтыри среди служащих в Вооружённых Силах. Первые 50 000 экземпляров были распространены среди военных к апрелю 1941 года, за восемь месяцев до бомбардировки Пёрл-Харбора.
- 1946 — Гедеоновские Новые Заветы с Псалтырью были впервые предложены учащимся школ.
- 1947 — Создание первых отрядов «Гедеонов» за пределами США.
- 1950 — Организован первый Отряд в Японии (первая страна на Востоке) и в ЮАР (первая страна в Африке).
- 1951 — Организован первый отряд в Финляндии.
- 1952 — Организация служения в Мексике.
- 1989 — Столетний юбилей ассоциации ознаменован организацией служения в СССР, который стал 144-й страной в списке стран, где действуют «Гедеоны».
- 1993 — Организован первый отряд в Ульяновске.
- 2001 — В Белом Доме (Вашингтон) президенту США Джорджу Бушу была подарена миллиардная юбилейная Библия.
- 2002 — Служение организовано в 175 странах мира. Более 150 000 Гедеонов служат в 7 758 Отрядах.

### Возникновение названия организации
Наименование организации связано с библейским персонажем Ветхого Завета — Гедеоном, история которого описана в книге Судей.
Гедеон был человеком, готовым выполнить волю Бога независимо от своих собственных суждений и планов. Смирение, вера, послушание — главные черты характера Гедеона. Этот стандарт организация «Гедеон» устанавливает для всех членов своей организации. Каждый человек должен быть готов исполнить волю Божию в любое время, в любом месте и в любом случае, руководствуясь Святым Духом. Единственный мотив, которым должен руководствоваться член ассоциации в своём служении — ради Христа.

### Логотип организации
Эмблема «Гедеонов» представляет собой древний светильник (масляная лампа) в круге. Издревле лампа является символом света и олицетворением поиска истины. Как написано в Слове Божьем: «Слово Твое — светильник ноге моей и свет стезе моей» (Псалом 118, стих 105).

## Деятельность организации

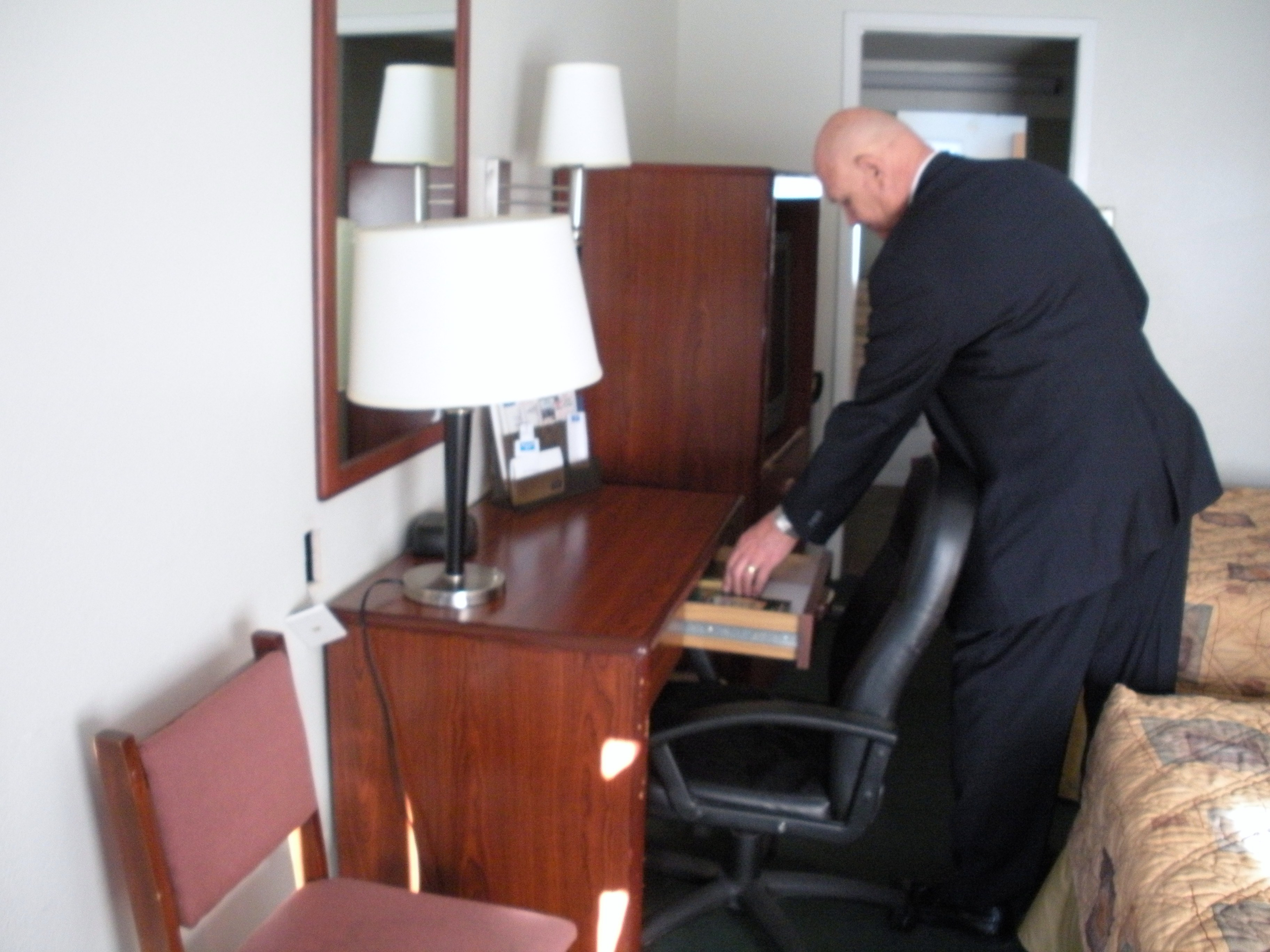
Член миссии Гедеон размещает Библию в номере мотеля

Главнейшей целью служения Гедеонов является распространение Священного Писания в гостиницах, больницах и общежитиях, домах престарелых и тюрьмах, для военнослужащих различных стран.

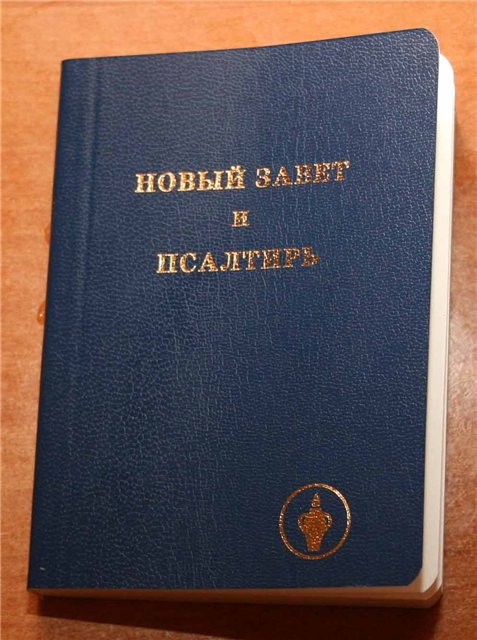
Типичное издание от Гедеоновских братьев Нового Завета традиционного синодального перевода

Для распространения Библии, организация берёт традиционный перевод той страны, в которой осуществляют миссию, и издают его многотысячными тиражами. В России «Гедеоновы братья» переиздают традиционный Синодальный перевод.
Типичная Библия или Новый Завет «Гедеонов» включает в себя:
- краткое предисловие;
- сборник стихов из Библии, которые могут оказать помощь и поддержку в различных жизненных обстоятельствах;
- переводы стиха Иоанна 3:16 в различных языках и шрифтах;
- сам текст Библии, без каких-либо примечаний и ссылок, кроме глав и стихов. Текст Библии может состоять либо из полной Библии (характерно для копий, размещённых в гостиницах), или только Нового Завета, Псалтирь и Притчи (характерно для копий, розданных в качестве подарков для физических лиц);
- краткое описание евангельского понимания спасения, место для читателя, оставленной с целью подписи читателем даты признания Иисуса Христа его истинным Спасителем (это особенно распространено для изданий Нового Завета, Псалтыря или Притчей.

## Мировая статистика деятельности
- В сообществе Гедеонов более 300 тысяч членов и помощников в более чем 11,5 тысяч групп по всему миру.
- В период с 1999 по 2012 год организация распространила более 942 миллионов экземпляров Священного Писания.
- Начиная с 1908 года по всему миру были распространены примерно 1,8 миллиарда экземпляров Библии и Нового Завета
- Более 84 миллионов копий Божьего Слова были распределены в 2014 году.
- В среднем, более чем 2 копии Божьего Слова раздаются в секунду.
- Более 1 миллиона копий Библии и Нового Завета Гедеоны распространяют за каждые четыре с половиной дня.

## Деятельность напостсоветском пространстве
11 декабря 1989 года был организован первый Отряд в Кишинёве, и СССР стал 144-й страной-участницей служения. Молодой Отряд состоял из 25 Гедеонов и 25 добровольных помощниц. Первым ответственным региональным служителем был избран Виктор Гончаренко, который в 2009 году покинул пост в связи с выходом на пенсию. Виктор являлся региональным служителем Восточной Европы и СНГ, был избран президентом этого Отряда в период основания миссии в стране. Так было начато гедеоновское служение на территории СССР.
Миссия быстро развивалась, и за год было сформировано 24 Отряда в 8-ми Восточно-Европейских странах. До конца 1990 года более 1,5 миллионов Писаний были розданы в школах, университетах, тюрьмах. Двери начали открываться для раздачи Новых Заветов и на других территориях. Наконец, в октябре 1990 года был принят закон «О свободе вероисповедания», позволяющий верующим свободно исповедовать свою веру.
В течение четырёх последующих лет служение выросло из одного отряда с 25-ю Гедеонами до более 2100 членов в 55 Отрядах, включая Балтийские страны: Эстонию, Литву, Латвию, ставшими независимыми в 1991 году. В восьми странах СНГ ведется самостоятельное гедеоновское служение: Армения, Азербайджан, Белоруссия, Грузия, Казахстан, Молдова, Россия и Украина. Трудно поверить, но это факт — 39 миллионов Писаний роздано в СНГ.

## Правила Гедеонов при организации служения по распространению Библий[2]
- Один из старейших принципов работы «Гедеонова Братства» заключается в том, что Гедеоны не объединяются и не сотрудничают ни с какими организациями, ни в своём служении, ни с целью помощи другим организациям. Таким образом, программа по распространению Библий и личному свидетельствованию осуществляется только Гедеонами. Это значит, что Библии не поставляются пасторам, миссионерам, церквям и любым другим христианским группам. «Гедеоново Братство» не участвует в евангелистических компаниях, уличных митингах, тюремных службах и т. д. совместно с другими организациями, церквями, священнослужителями, миссионерами и евангелистами. Этот принцип предотвращает дублирование Гедеонами работы других христианских организаций, обеспечивает отсутствие конкуренции между Гедеонами и христианскими книготорговцами или издателями.
- Главный принцип распространения — Гедеон предлагает Библию исключительно не христианину, с целью приобрести его для Христа.
- Принцип свободного волеизъявления. Слово Божье предлагается, но ни в коем случае не навязывается человеку. Гедеон не оказывает давления и не навязывает своих убеждений людям. Библия — это Слово Бога, который предоставил свободу выбора человеку. Перед тем, как предложить Книгу в дар человеку, Гедеон говорит ему об этом.
- Существует пять основных сфер распространения Библий гедеоновского издания. Вот они:

1. Гостиницы
2. Больницы и другие лечебные учреждения
3. Военнослужащие и служащие силовых структур
4. Тюрьмы и другие места отбывания наказания осужденных
5. Учащиеся и студенты различных учебных заведений

Для каждой из этих сфер распространения существует определённый порядок представления, размещения и вручения Гедеоновских Библий. Гедеоны имеют право размещать Библии также: на турбазах, в общежитиях, самолётах, пароходах, поездах, врачебных кабинетах, комнатах дневальных, военных библиотеках, помещениях военной охраны, военных церквах, в бюро похоронных услуг, домах престарелых и санаториях. Существует отдельное служение для медсестёр.
- Гедеоновские Библии не предназначены для продажи, но Гедеоны обладают исключительным правом покупать Библии гедеоновского издания у ассоциации для индивидуального (личного) распространения. В этом случае Гедеон имеет право распоряжаться купленной Библией по своему личному усмотрению.

- Программа распространения Писаний планируется таким образом, чтобы была возможность регулярного посещения мест распространения с целью постоянного размещения или обновления Библий в этих местах. Не рекомендуется планировать одноразовые посещения каких-либо мест распространения. Существует определённые сроки и периодичность посещения (проверки) мест распространения в зависимости от сферы распространения. При планировании необходимо учитывать принцип распространения «мало-помалу», то есть от центра до окраин, учитывая возможности Отряда.

- Гедеоны сознают всю ценность Священного Писания и понимают важность донесения до людей истины, скрытой на страницах Библии. Один экземпляр гедеоновского Нового Завета и Псалтири обходится ассоциации в среднем чуть более 1 доллара. Гедеоны предлагают его как подарок. Очень важно объяснить людям всю ценность этого подарка, чтобы исключить обесценивание этой самой важной Книги на земле. Гедеоновские Библии издаются на пожертвования денежных средств христиан со всего мира. Гедеоны понимают это, а потому бережно относятся к каждому экземпляру Священного Писания.